# Three Rooms in Manhattan
Three Rooms in Manhattan (Trois chambres à Manhattan en francés) es una película francesa de drama del año de 1965, filmada en la ciudad de Nueva York. Está basada en la novela de 1946 Trois Chambres à Manhattan (que ha sido traducido al inglés como Three Rooms in Manhattan y Three Bedrooms in Manhattan) por el escritor belga Georges Simenon, sobre un romance entre François, un actor francés, y Kay una mujer americana.

## Trama
La atención se centra en dos personas cuyos caminos se cruzan en Nueva York. El primer lugar de acción es Francia. Se presenta al actor de cine François Combe, un apuesto hombre de mediana edad que está casado con la atractiva y elegante Yolande, una célebre actriz de teatro de aproximadamente la misma edad. A ella le debe su carrera principalmente. Ambos viven una vida matrimonial despreocupada, lujosa pero bastante monótona y llena de rutina vacía. Una noche, Yolande le deja claro que está harta de él porque ha conocido a un nuevo "juguete", un joven actor, del que se ha enamorado, y le exige el divorcio. Luego, François zarpa de Francia y se traslada a Estados Unidos para trabajar allí en la televisión. Pero allí encalla con sus sueños -la esperanza de empezar una carrera en Hollywood no se cumple- y se va a Nueva York; donde, ante la notoria falta de roles, el alcohol amenaza con convertirse en su mejor amigo.
Una noche, en un bar de Manhattan, conoce a Kay, un alma tan solitaria como él, que le ayuda con su primer pedido en inglés en un local. Kay estuvo casada con un embajador, el conde italiano Larsi, a quien había dejado por un hombre más joven. Kay dejó a su pequeña hija con su marido, busca trabajo y solo llega a duras penas al fin de mes. Cuando los problemas la abruman, a Kay le gusta buscar gente y hablar con otras personas. Esta vez el encuentro casual se produce con François, a quien Kay escucha atentamente. Después, ya entrada la noche, abandonan el bar y deambulan por la jungla asfaltada de Manhattan. Finalmente ambos terminan frente al pequeño Hotel Sherman. Toman una habitación allí. Es sólo una parada entre dos personas que van a la deriva y François es el primero en levantarse de la cama. Va hacia Kay en el baño, donde ella está acostada en la bañera. Al cabo de un rato se vuelve a levantar y se viste. Ambos regresan a las calles de Manhattan con sus bares y vuelven a entregarse a la vida de los noctámbulos. Una copa aquí y una copa allá, una pequeña charla sobre la agitada vida de Kay y los noctámbulos siguen adelante. Después de que Kay básicamente le ha contado toda su vida y sobre sus hombres al buen oyente François, los dos regresan a su habitación de hotel.
A la mañana siguiente, François sale a la calle. Parece como si quisiera huir, pero luego regresa a la habitación del hotel y se sienta en el borde de la cama de Kay mientras duerme. Cuando ella se levanta, ambos salen a dar un paseo matutino por Central Park. Luego, François le muestra a Kay su habitación en Manhattan. Luego, Combe acude a su agente artístico Hourvitch para comenzar un nuevo intento en su carrera como actor, inspirado por su incipiente amor por Kay. Le asignan un papel y pregunta de pasada si Hourvitch podría hacer algo por una mujer que conoce en sus treinta. Hourvitch le deja claro a François que para las mujeres de esta edad en Estados Unidos, donde la apariencia joven y bella lo es todo, el tren ya “ha abandonado el barco”. François también pregunta a su agente si conocía al conde Larsi desde que trabajaba en Roma. Hourvitch le dice que el diplomático italiano simplemente fue abandonado por su entonces esposa, Kay, por un gigoló. Ante esta información devastadora, François se queda fuera de sí por un momento. Llama a su apartamento desde un bar. Kay responde, pero François permanece en silencio y vuelve a colgar. Kay ahora visita los bares que los dos habían visitado anoche y se encuentra con su último amante, Pierre, un capitán de avión que acaba de llegar y está enojado con ella porque no pudo entrar al apartamento que pagó. Entonces estalla una discusión en uno de los bares. En ese momento François entra al bar y los ve a los dos juntos. Se da vuelta y sale, Kay se separa de Pierre y corre tras François.
Kay no comprende la reacción de François y, por la noche, cuando se reencuentran, estalla la primera discusión entre los dos. Él le deja claro que ha estado en esta situación antes y que no quiere volver a vivirla: ser abandonado por una mujer por un hombre más joven. En su ira, él la acusa de claramente haberse acostado con muchos hombres, incluso aquí en Nueva York. Golpea a Kay dos veces en la cara, pero ella lo perdona. Su amor por él ya se ha vuelto muy fuerte. Cuando regresan al apartamento de Pierre para que Kay pueda recoger sus cosas allí, Kay recibe la noticia de que su hija Michèle, que vive en Ciudad de México con su padre, el actual embajador de Italia en México, está enferma, y vuela allí inmediatamente. El encuentro con su rígido exmarido es gélido, se hablan, pero no se comprenden. Mientras tanto, Hourvitch lleva a François y a una clienta, la rubia con curvas June, a un bar. Cuando Hourvitch tiene que acudir a una cita, los deja a los dos solos. Pero François no es muy comunicativo; todos sus pensamientos están con Kay en la Ciudad de México. La conversación entre los dos rápidamente gira hacia Kay. A última hora de la noche, ambos van a la habitación de François y terminan en la cama. Después de acostarse con June, el teléfono lo despierta. En el otro extremo está Kay, quien  intuye que algo anda mal y le dice que quiere regresar a su casa en Nueva York mañana. Cuando él regresa a su apartamento, ella ya está sentada frente a la puerta del mismo. Ha tomado un vuelo anterior. Siente rápidamente que algo anda mal. François le confiesa su aventura con June, tras lo cual Kay inmediatamente toma su maleta y sale furiosa del apartamento. François la detiene en las escaleras y le confiesa su amor. Ambos salen cogidos del brazo.

## Producción
Three Rooms in Manhattan se rodó en la ciudad de Nueva York (tomas exteriores) y en los Studios de Boulogne (tomas interiores) en 1965 y se estrenó en París el 10 de noviembre de 1965.
Léon Barsacq diseñó las estructuras de la película junto con el diseñador de vestuario Mayo, que permanece sin acreditar.

## Reparto
- Annie Girardot es Kay Larsi.
- Maurice Ronet es François Comte.
- O.E. Hasse es Hourvitch.
- Roland Lesaffre es Pierre.
- Gabriele Ferzetti es Comte Larsi.
- Geneviève Page es Yolande Combes.
- Robert Hoffmann es Thierry.
- Margaret Nolan es June.
- Virginia Vee es la cantante Noire.

Robert De Niro tuvo una pequeña parte sin acreditar como un cliente en una escena de la cena. Abe Vigoda también aparece sin acreditar como un hombre en un ascensor.